# Seznam premiérů Severní Koreje
Toto je seznam premierů Severní Koreje.

## Seznam
| Portrét      | Premiér                                    | Nástup do úřadu   | Konec v úřadu     | Politická strana | Politická strana      |
| ------------ | ------------------------------------------ | ----------------- | ----------------- | ---------------- | --------------------- |
|              | Kim Ir-sen 김일성 (1912–1994)              | 9. září 1948      | 28. prosince 1972 |                  | Korejská strana práce |
|              | Kim II. 김일 (1910–1984)                   | 28. prosince 1972 | 30. dubna 1976    |                  | Korejská strana práce |
|              | Pak Song-ču 박성철 (1913–2008)             | 30. dubna 1976    | 15. prosince 1977 |                  | Korejská strana práce |
|              | Ri Čong-ok 리종옥 (1916–1999)              | 15. prosince 1977 | 25. ledna 1984    |                  | Korejská strana práce |
|              | Kang Song-san 강성산 (1931–2007)           | 25. ledna 1984    | 29. prosince 1986 |                  | Korejská strana práce |
|              | Ri Kun-mo 리근모 (1926–2001)               | 29. prosince 1986 | 12. prosince 1988 |                  | Korejská strana práce |
|              | Jon Hjong-muk 연형묵 (1931–2005)           | 12. prosince 1988 | 11. prosince 1992 |                  | Korejská strana práce |
|              | Kang Song-san 강성산 (1931–2007) (podruhé) | 11. prosince 1992 | 21. února 1997    |                  | Korejská strana práce |
|              | Hong Song-nam 홍성남 (1929–2009)           | 21. února 1997    | 5. září 1998      |                  | Korejská strana práce |
| 5. září 1998 | Hong Song-nam 홍성남 (1929–2009)           | 3. září 2003      |                   |                  | Korejská strana práce |
|              | Pak Pong-džu 최영림 (* 1930)               | 3. září 2003      | 11. dubna 2007    |                  | Korejská strana práce |
|              | Kim Jong-il 김영일 (* 1944)                | 11. dubna 2007    | 4. června 2010    |                  | Korejská strana práce |
|              | Čche Jong-rim 최영림 (* 1930)              | 4. června 2010    | 1. dubna 2013     |                  | Korejská strana práce |
|              | Pan Pong-džu 최영림 (* 1930)               | 1. dubna 2013     | 11. dubna 2019    |                  | Korejská strana práce |
|              | Kim Če-rjong 김재룡 (* 1959)               | 11. dubna 2019    | 13. srpna 2020    |                  | Korejská strana práce |
|              | Kim Tok-hun 김덕훈 (* 1961)                | 13. srpna 2020    | úřadující         |                  | Korejská strana práce |